# قائمة قرارات مجلس الأمن التابع للأمم المتحدة لعام 1946
تتضمن قائمة قرارات مجلس الأمن التابع للأمم المتحدة لعام 1946 جميع القرارات الصادرة عن مجلس الأمن التابع للأمم المتحدة خلال العام 1946.

## القائمة
| رقم القرار | الرمز           | نص القرار                         | موضوع القرار                                                |
| ---------- | --------------- | --------------------------------- | ----------------------------------------------------------- |
| 1          | S/RES/1 (1946)  | نص الوثيقة على موقع الأمم المتحدة | لجنة الأركان العسكرية                                       |
| 2          | S/RES/2 (1946)  | نص الوثيقة على موقع الأمم المتحدة | المسألة الإيرانية                                           |
| 3          | S/RES/3 (1946)  | نص الوثيقة على موقع الأمم المتحدة | المسألة الإيرانية                                           |
| 4          | S/RES/4 (1946)  | نص الوثيقة على موقع الأمم المتحدة | المسألة الإسبانية                                           |
| 5          | S/RES/5 (1946)  | نص الوثيقة على موقع الأمم المتحدة | المسألة الإيرانية                                           |
| 6          | S/RES/6 (1946)  | نص الوثيقة على موقع الأمم المتحدة | الإجراء المختص بقبول طلبات الأعضاء الجدد في الأمم المتحدة   |
| 7          | S/RES/7 (1946)  | نص الوثيقة على موقع الأمم المتحدة | المسألة الإسبانية                                           |
| 8          | S/RES/8 (1946)  | نص الوثيقة على موقع الأمم المتحدة | قبول أعضاء جدد في الأمم المتحدة: أفغانستان، آيسلندا، السويد |
| 9          | S/RES/9 (1946)  | نص الوثيقة على موقع الأمم المتحدة | محكمة العدل الدولية                                         |
| 10         | S/RES/10 (1946) | نص الوثيقة على موقع الأمم المتحدة | المسألة الإسبانية                                           |
| 11         | S/RES/11 (1946) | نص الوثيقة على موقع الأمم المتحدة | محكمة العدل الدولية                                         |
| 12         | S/RES/12 (1946) | نص الوثيقة على موقع الأمم المتحدة | المسألة اليونانية                                           |
| 13         | S/RES/13 (1946) | نص الوثيقة على موقع الأمم المتحدة | قبول أعضاء جدد في الأمم المتحدة: سيام (تايلاند)             |
| 14         | S/RES/14 (1946) | نص الوثيقة على موقع الأمم المتحدة | شروط تداول رئاسة المجلس                                     |
| 15         | S/RES/15 (1946) | نص الوثيقة على موقع الأمم المتحدة | المسألة اليونانية                                           |

## المرجع
1. ↑  "Security Council Resolutions" (بالإنجليزية). الأمم المتحدة. Archived from the original on 2018-07-25. Retrieved 22 شباط / فبراير 2017. {{استشهاد ويب}}: تحقق من التاريخ في: |تاريخ الوصول= (help)